# Sabana inundada del delta interior del Níger-Bani
La sabana inundada del delta interior del Níger-Bani es una ecorregión de la ecozona afrotropical, definida por WWF, situada en el centro de Malí.
Forma, junto con las ecorregiones de pradera inundada del Sahara y sabana inundada del lago Chad, la región denominada sabana y praderas inundadas del Sudd y el Sahel, incluida en la lista Global 200.

## Descripción
Es una ecorregión de pradera inundada con una superficie de 46 000 km²; ocupa una zona pantanosa alrededor de la confluencia del río Níger y su afluente, el Baní, en el centro de Malí.
La ecorregión está situada entre la sabana de acacias del Sahel, al norte, y la sabana sudanesa occidental, al sur.

## Flora
La vegetación es diversa y variable en función del grado de inundación de cada zona.

## Fauna
Alberga la mayor población del amenazado manatí africano (Trichechus senegalensis) y es una zona de paso para millones de aves migratorias.

## Endemismo
Dos especies de ave son casi endémicas de la región: el pinzón candela kulikoro (Lagonosticta virata) y la prinia del lago Chad (Prinia fluviatilis).
Varias especies de peces son endémicas de esta región; entre ellas Syndodontis gobroni y el cíclido Gobiocichla wonderi.

## Estado de conservación
En peligro crítico. Malí es uno de los países más pobres del mundo, y su población depende en gran medida de los recursos hídricos del Níger. Con el incremento de la población y el cambio climático, la presión sobre el delta está aumentando.

## Protección
4.120 hectáreas de la ecorregión han sido designadas Humedal de Importancia Internacional Ramsar.